# Terminale (Apple)
Terminale è un'applicazione sviluppata da Apple per il sistema operativo macOS. È un emulatore di terminale e, come nei sistemi operativi Unix-like, permette all'utente di interagire con il sistema attraverso un'interfaccia a riga di comando.
Come ogni emulatore di terminale, l'applicazione offre un accesso, basato su riga di comando, al sistema operativo, in contrasto con la natura grafica di macOS.

## La riga di comando
In generale, la riga di comando aperta tramite Terminale supporta le shell standard dei sistemi Unix-like, tra cui bash, rsh, tcsh, sh, csh e zsh ed inoltre è utile per svolgere alcuni compiti non eseguibili con l'interfaccia grafica, come impostare delle preferenze nascoste.
Di default, la linea di comando non può eseguire applicazioni appartenenti all'X Window System. Comunque sono disponibili diverse alternative, come X11, Fink o XDarwin. Recentemente, i server X.Org forniscono supporto in upstream per macOS. Questo permette all'utente di usare ogni emulatore di terminale disponibile di cui si è fatto il porting (come xterm).

## Esempi di comandi
| Comando            | Descrizione                                                  |
| ------------------ | ------------------------------------------------------------ |
| cal                | Mostra il calendario nel terminale                           |
| clear              | Cancella schermata fino all'inizio                           |
| date               | Mostra la data e l'orario nel dispositivo in uso             |
| diskutil           | Apre "Utility Disco" nel terminale                           |
| history            | Mostra la cronologia degli ultimi 15 comandi eseguiti        |
| host indirizzo     | Mostra hostname e indirizzi IP dell'indirizzo specificato    |
| ls -l              | Mostra l'elenco dei file e cartelle nella directory in corso |
| man comando        | Apre il manuale del comando specificato                      |
| nano pico          | Apre l'editor di testo nel terminale                         |
| open nome_file.ext | Apre il file presente nella directory in corso               |
| passwd             | Permette il cambio della password utente                     |
| ping indirizzo     | Effettua un ping test su un sito web o indirizzo IP          |
| pwd                | Mostra il percorso della directory in corso (path)           |
| reset              | Reset del terminale                                          |
| say                | Converte in modo vocale il testo specificato                 |
| sudo comando       | Esegue il comando in modalità Super User                     |
| sw_vers            | Mostra la versione del sistema operativo                     |
| traceroute dominio | Effettua un traceroute su un sito web o indirizzo IP         |
| top                | Mostra i processi di sistema in corso                        |
| whoami             | Mostra il nome utente                                        |
| whois dominio      | Mostra il whois di un sito web o indirizzo IP                |

Per interrompere qualsiasi operazione in corso bisogna digitare CONTROL + C

## Procedure da Terminale
| Comando                                                          | Descrizione                                 |
| ---------------------------------------------------------------- | ------------------------------------------- |
| sudo nvram -d SystemAudioVolume sudo nvram SystemAudioVolume=" " | Attiva/disattiva il suono di avvio di macOS |